# Česko-slovenská interliga v házené žen
Česko-slovenská interliga v házené žen, často označovaná anglickou zkratkou WHIL (Women Handball International League), s aktuálním sponzorským názvem MOL liga, je soutěž českých a slovenských ženských házenkářských klubových týmů, která v Česku a na Slovensku nahrazuje základní část národních lig. 
Pro evropské poháry a zařazení do nich jsou rozhodující výsledky národních soutěží, Evropská federace házené výsledky interligy nereflektuje. Soutěž vznikla v roce 2002, přičemž původně se uvažovalo, že by mohla mít i širší, středoevropský rozměr – proto se také první ročníku zúčastnil rakouský celek Hypo Niederösterreich, který i vyhrál první ročník 2002/03. Širší model se ale neprosadil a od následující sezóny 2003/04 soutěž setrvává v česko-slovenském formátu. 
K roku 2025 se uskutečnilo 23 ročníků, v nichž šestnáctkrát triumfovaly Slovenky, šestkrát Česky a jednou Rakušanky. Týmem s největším počtem titulů je slovenský klub Iuventa Michalovce. 

## Formát
Interliga má dvanáct účastníků, kteří spolu hrají systémem každý s každým v období podzim–jaro. Základní část má tedy 22 kol. Po vyhlášení vítěze interligy se nejúspěšnější kluby z jednotlivých zemí utkávají ještě o titul domácího mistra (v Česku tedy mistra extraligy), a to nejčastěji vyřazovacím systémem, tedy v semifinále a finále. 

## Vítězové
| Ročník  | Vítěz                  | Země      | Reference |
| ------- | ---------------------- | --------- | --------- |
| 2002/03 | Hypo Niederösterreich  | Rakousko  |           |
| 2003/04 | Slovan Duslo Šaľa      | Slovensko |           |
| 2004/05 | Iuventa Michalovce     | Slovensko |           |
| 2005/06 | Iuventa Michalovce     | Slovensko | [ 1 ]     |
| 2006/07 | Iuventa Michalovce     | Slovensko |           |
| 2007/08 | Slovan Duslo Šaľa      | Slovensko |           |
| 2008/09 | Iuventa Michalovce     | Slovensko |           |
| 2009/10 | Slavia Praha           | Česko     | [ 2 ]     |
| 2010/11 | Slavia Praha           | Česko     |           |
| 2011/12 | SHK Veselí nad Moravou | Česko     |           |
| 2012/13 | Baník Most             | Česko     | [ 3 ]     |
| 2013/14 | Iuventa Michalovce     | Slovensko |           |
| 2014/15 | Iuventa Michalovce     | Slovensko | [ 4 ]     |
| 2015/16 | Iuventa Michalovce     | Slovensko | [ 5 ]     |
| 2016/17 | Iuventa Michalovce     | Slovensko | [ 6 ]     |
| 2017/18 | Baník Most             | Česko     | [ 7 ]     |
| 2018/19 | Iuventa Michalovce     | Slovensko | [ 8 ]     |
| 2019/20 | nedohráno              |           |           |
| 2020/21 | Baník Most             | Česko     | [ 9 ]     |
| 2021/22 | Iuventa Michalovce     | Slovensko | [ 10 ]    |
| 2022/23 | HC DAC Dunajská Streda | Slovensko | [ 11 ]    |
| 2023/24 | Iuventa Michalovce     | Slovensko | [ 12 ]    |
| 2024/25 | HC DAC Dunajská Streda | Slovensko | [ 13 ]    |

## Historická tabulka
| Počet titulů | Klub                   | Roky vítězství                                                   |
| ------------ | ---------------------- | ---------------------------------------------------------------- |
| 11           | Iuventa Michalovce     | 2005, 2006, 2007, 2009, 2014, 2015, 2016, 2017, 2019, 2022, 2024 |
| 3            | Baník Most             | 2013, 2018, 2021                                                 |
| 2            | Slovan Duslo Šaľa      | 2004, 2008                                                       |
| 2            | Slavia Praha           | 2010, 2011                                                       |
| 2            | HC DAC Dunajská Streda | 2023, 2025                                                       |
| 1            | Hypo Niederösterreich  | 2003                                                             |
| 1            | SHK Veselí nad Moravou | 2012                                                             |

## Účastníci
Účastníky soutěže pro ročník 2025/26 jsou:
| Klub                   | Stát      |
| ---------------------- | --------- |
| DHK Baník Most         | Česko     |
| TJ Sokol Písek         | Česko     |
| DHC Slavia Praha       | Česko     |
| DHK Zora Olomouc       | Česko     |
| HC DAC Dunajská Streda | Slovensko |
| Handball club Zlín     | Česko     |
| DHC Sokol Poruba       | Česko     |
| Iuventa Michalovce     | Slovensko |
| HK Slovan Duslo Šaľa   | Slovensko |
| Házená Kynžvart        | Česko     |
| DHC Plzeň              | Česko     |
| HK Hodonín             | Česko     |